# Aprostocetus glycon
Aprostocetus glycon är en stekelart som först beskrevs av Walker 1839.  Aprostocetus glycon ingår i släktet Aprostocetus och familjen finglanssteklar. Inga underarter finns listade i Catalogue of Life.